# Hiroshi Soejima
Hiroshi Soejima (副島 博志, Soejima Hiroshi, Saga, 26 juli 1959) is een Japans voormalig voetballer die als middenvelder speelde.

## Clubcarrière
In 1975 ging Soejima naar de Saga Commercial High School, waar hij in het schoolteam voetbalde. Nadat hij in 1978 afstudeerde, ging Soejima spelen voor Yanmar Diesel. Met deze club werd hij in 1980 kampioen van Japan. Soejima veroverde er in 1983 en 1984 de JSL Cup. In 13 jaar speelde hij er 167 competitiewedstrijden en scoorde 6 goals. Hij tekende in 1991 bij Sumitomo Metal. Soejima beëindigde zijn spelersloopbaan in 1992.

## Japans voetbalelftal
Hiroshi Soejima debuteerde in 1980 in het Japans nationaal elftal en speelde 3 interlands.

## Statistieken
| Japans voetbalelftal | Japans voetbalelftal | Japans voetbalelftal |
| Jaar                 | Wed.                 | Dlp.                 |
| -------------------- | -------------------- | -------------------- |
| 1980                 | 3                    | 0                    |
| Totaal               | 3                    | 0                    |